# Isaiah Shembe
Isaiah Mloyiswa Mdliwamafa Shembe (vers 1865 - 2 mai 1935) est le fondateur de l'Église Shembe ou Ibandla lamaNazaretha, en Afrique du Sud.

## Histoire
Il a fondé l'Église Shembe, une secte d'obédience protestante mélangeant christianisme et animisme, essentiellement présente dans le KwaZulu-Natal. De son vivant, elle fut la plus grande Église d'institution africaine[réf. nécessaire]. Prophète auto-proclamé, Shembe prétendait avoir été envoyé directement par Dieu. Il a commencé sa carrière religieuse comme évangéliste itinérant et guérisseur religieux en 1910. En moins de dix ans, il avait regroupé un grand nombre d’adeptes au Natal, avec des dizaines de congrégations dans toute la province. L’Église de Shembe comptait plus d’un million de membres avant de se diviser en groupes concurrents dans les années 1980.

## Biographie
Il est né vers 1865, à Ntabamhlophe (région d’Estcourt), dans la région du Drakensberg au Natal. Il était   zoulou. Lorsqu’il était jeune sa famille avait fui Chaka durant la période du Mfecane. Son père, Mayekisa, était membre de la tribu Ntungwa. Sa mère Sitheya, fille de Malindi Hadebe, est née à Mtimkulu:1.